# Scalmicauda hosemanni
Scalmicauda hosemanni är en fjärilsart som beskrevs av Embrik Strand 1911. Scalmicauda hosemanni ingår i släktet Scalmicauda och familjen tandspinnare. Inga underarter finns listade.